# Kivalina (Alaska)
Pour les articles homonymes, voir Kivalina.
Kivalina est une localité d'Alaska aux États-Unis située sur une île dans le borough de Northwest Arctic, sa population était de 374 habitants en 2010. 

## Géographie
Kivalina est située à l'extrémité d'une île de 8 milles (13 km) de long qui sépare la mer des Tchouktches et le lagon à l'embouchure de la rivière Kivalina, à 80 milles (129 km) de Kotzebue.
Kivalina est une communauté Iñupiat, reconnue en 1847, par Lavrenty Zagoskin, de la Marine impériale russe, le nom du village était Kivualinagmut. C'était un endroit important pour les échanges entre la côte arctique et le Golfe de Kotzebue. Des restes archéologiques y ont été découverts. 
C'est le seul village de la région où les habitants chassent la baleine boréale. Depuis le début du XXe siècle, des élevages de rennes ont été introduits.
Depuis 2005, le village est régulièrement envahi par les eaux de l'océan, malgré la construction d'une barrière artificielle censée ralentir l'érosion provoquée par les tempêtes, alors qu'auparavant, il était protégé par la banquise. Le déménagement du village et de ses habitants dans une zone moins vulnérable est étudié par le gouvernement américain, car les Inupiats risquent d'être les premiers réfugiés climatiques du continent américain.

### Climat
| Mois                                  | jan.     | fév.     | mars     | avril    | mai      | juin    | jui.    | août    | sep.     | oct.     | nov.     | déc.     | année    |
| ------------------------------------- | -------- | -------- | -------- | -------- | -------- | ------- | ------- | ------- | -------- | -------- | -------- | -------- | -------- |
| Température minimale moyenne (°C)     | −22,8    | −21,7    | −22      | −14,4    | −3,4     | 3,2     | 7,5     | 6,5     | 1,7      | −6,3     | −14,7    | −20,1    | −8,9     |
| Température moyenne (°C)              | −18,4    | −17,1    | −17,3    | −9,6     | 0,1      | 6,6     | 10,5    | 9,5     | 4,8      | −3,6     | −11,4    | −16,2    | −5,2     |
| Température maximale moyenne (°C)     | −14,1    | −12,4    | −12,6    | −4,7     | 3,4      | 10      | 13,5    | 12,5    | 7,9      | −0,8     | −8,2     | −12,2    | −1,4     |
| Record de froid (°C) date du record   | −46 2012 | −48 2012 | −41 2010 | −33 2001 | −23 2001 | −6 1999 | 1 2002  | −2 2013 | −11 2004 | −22 2001 | −34 2003 | −41 2007 | −48 2012 |
| Record de chaleur (°C) date du record | 8 2015   | 11 2006  | 9 2020   | 17 2020  | 20 2004  | 36 2004 | 34 2005 | 24 2004 | 18 2002  | 14 2018  | 4 2003   | 4 2019   | 36 2004  |
| Précipitations (mm)                   | 7,1      | 11,2     | 4,6      | 14,2     | 14,5     | 20,1    | 35,8    | 59,2    | 38,6     | 23,6     | 13       | 4,3      | 246,2    |
| dont neige (cm)                       | 23       | 24       | 15       | 13       | 3        | 0       | 0       | 0       | 2        | 15       | 27       | 29       | 151      |
| Nombre de jours avec précipitations   | 5,3      | 6,2      | 3        | 4,5      | 6,6      | 6,4     | 12,2    | 14,2    | 12,1     | 8,5      | 6,5      | 3,8      | 89,3     |

## Services
Une piste d'aérodrome a été construite en 1960, l'électricité a été amenée et une nouvelle école a été construite en 1970.
Il y a aussi un bureau postal.

## Démographie
| 1920 | 1930 | 1940 | 1950 | 1960 | 1970 |
| ---- | ---- | ---- | ---- | ---- | ---- |
| 87   | 99   | 98   | 117  | 142  | 188  |

| 1980 | 1990 | 2000 | 2010 | - | - |
| ---- | ---- | ---- | ---- | - | - |
| 241  | 317  | 377  | 374  | - | - |

### Sources en ligne
- (en) http://www.commerce.state.ak.us/dca/commdb/CIS.cfm?Comm_Boro_name=Kivalina Alaska Department of Commerce